# Nord-Aurdal
Nord-Aurdal là một đô thị ở hạt Oppland, Na Uy. Nó là một phần của khu vực truyền thống của Valdres. Trung tâm hành chính của đô thị này là làng Fagernes.
Giáo xứ của Nordre Aurdal được thành lập như là một đô thị ngày 1 tháng 1 năm 1838 (xem formannskapsdistrikt). Khu vực Nordre Etnedal được chuyển từ Nord-Aurdal cho đô thị lân cận của Etnedal ngày 1 tháng 1 năm 1894.
Đô thị này được phục vụ bởi sân bay Fagernes, Leirin. Tại Nord-Aurdal, có một trung tâm trượt tuyết trên núi cao gọi là Valdres Alpinsenter.